# Saison 2018-2019 des Spurs de San Antonio
La saison 2018-2019 des Spurs de San Antonio est la 52e saison de la franchise et la 42e en NBA. C'est la 46e saison dans la région de San Antonio au Texas.

## Draft
| Tour | Choix | Joueur        | Poste | Nationalité | Provenance          |
| ---- | ----- | ------------- | ----- | ----------- | ------------------- |
| 1    | 18    | Lonnie Walker | G     | États-Unis  | Hurricanes de Miami |
| 2    | 49    | Chimezie Metu | G     | États-Unis  | Trojans d'USC       |

## Matchs

### Summer League
| Summer League Total: 3-5 |

| Match | Date match | Équipe  | Score    | Meilleur marqueur  | Meilleur rebondeur | Meilleur passeur  | Lieux Spectateurs       | Série |
| ----- | ---------- | ------- | -------- | ------------------ | ------------------ | ----------------- | ----------------------- | ----- |
| 1     | 2 juillet  | Utah    | D 76-92  | Derrick White (22) | Amida Brimah (9)   | Derrick White (6) | Vivint Smart Home Arena | 0 - 1 |
| 2     | 3 juillet  | Atlanta | V 103-81 | Derrick White (21) | Amida Brimah (9)   | Derrick White (9) | Vivint Smart Home Arena | 1 - 1 |
| 3     | 5 juillet  | Memphis | V 94-87  | Derrick White (26) | Chimezie Metu (9)  | Derrick White (6) | Vivint Smart Home Arena | 2 - 1 |

| Match | Date match | Équipe     | Score        | Meilleur marqueur        | Meilleur rebondeur      | Meilleur passeur     | Lieux Spectateurs    | Série |
| ----- | ---------- | ---------- | ------------ | ------------------------ | ----------------------- | -------------------- | -------------------- | ----- |
| 1     | 7 juillet  | Indiana    | D 76-86      | Derrick White (19)       | Jaron Blossomgame (10)  | Derrick White (5)    | Thomas & Mack Center | 0 - 1 |
| 2     | 8 juillet  | Washington | V 95-90      | Jaron Blossomgame (22)   | Jaron Blossomgame (9)   | 3 joueurs (3)        | Thomas & Mack Center | 1 - 1 |
| 3     | 10 juillet | Portland   | D 89-95      | Blossomgame, Walker (12) | Amida Brimah (9)        | London Perrantes (5) | Cox Pavilion         | 1 - 2 |
| 4     | 12 juillet | Milwaukee  | D 75-83 (OT) | Jaron Blossomgame (19)   | Blossomgame, Walker (9) | Jeff Ledbetter (4)   | Cox Pavilion         | 1 - 3 |
| 5     | 13 juillet | Phoenix    | D 55-90      | Maverick Rowan (11)      | Jaron Blossomgame (6)   | London Perrantes (4) | Thomas & Mack Center | 1 - 4 |

### Pré-saison
| Pré-saison Total: 3-2 (Domicile : 2-1 ; Extérieur : 1-1) |

| Match | Date match   | Équipe    | Score     | Meilleur marqueur    | Meilleur rebondeur     | Meilleur passeur    | Lieux Spectateurs      | Série |
| ----- | ------------ | --------- | --------- | -------------------- | ---------------------- | ------------------- | ---------------------- | ----- |
| 1     | 30 septembre | @ Miami   | V 104-100 | Rudy Gay (13)        | Jakob Pöltl (10)       | Patty Mills (4)     | AT&T Center            | 1 - 0 |
| 2     | 5 octobre    | @ Détroit | V 117-93  | Dejounte Murray (16) | Dejounte Murray (11)   | DeRozan, Forbes (3) | AT&T Center            | 2 - 0 |
| 3     | 7 octobre    | Houston   | D 93-108  | DeMar DeRozan (22)   | LaMarcus Aldridge (7)  | DeMar DeRozan (5)   | AT&T Center            | 2 - 1 |
| 4     | 10 octobre   | Atlanta   | D 127-130 | Rudy Gay (28)        | Trois joueurs (6)      | Pau Gasol (10)      | Hank McCamish Pavilion | 2 - 2 |
| 5     | 12 octobre   | @ Orlando | V 100-81  | DeMar DeRozan (20)   | LaMarcus Aldridge (15) | Trois joueurs (4)   | Amway Center           | 3 - 2 |

### Saison régulière
| Saison régulière Total: 48-34 (Domicile : 32-9 ; Extérieur : 16-25) |

| Match | Date match | Équipe        | Score          | Meilleur marqueur      | Meilleur rebondeur     | Meilleur passeur    | Lieux                      | Série |
| ----- | ---------- | ------------- | -------------- | ---------------------- | ---------------------- | ------------------- | -------------------------- | ----- |
| 1     | 17 octobre | Minnesota     | V 112-108      | DeMar DeRozan (28)     | LaMarcus Aldridge (19) | Pau Gasol (6)       | AT&T Center                | 1 - 0 |
| 2     | 20 octobre | @ Portland    | D 108-121      | DeMar DeRozan (28)     | LaMarcus Aldridge (8)  | DeMar DeRozan (9)   | Moda Center                | 1 - 1 |
| 3     | 22 octobre | @ L.A. Lakers | V 143-142 (OT) | LaMarcus Aldridge (37) | Dante Cunningham (12)  | DeMar DeRozan (14)  | Staples Center             | 2 - 1 |
| 4     | 24 octobre | Indiana       | D 96-116       | DeMar DeRozan (18)     | LaMarcus Aldridge (13) | DeRozan, Forbes (4) | AT&T Center                | 2 - 2 |
| 5     | 27 octobre | L.A. Lakers   | V 110-106      | DeMar DeRozan (30)     | DeRozan, Gasol (12)    | DeMar DeRozan (8)   | AT&T Center                | 3 - 2 |
| 6     | 29 octobre | Dallas        | V 113-108      | DeMar DeRozan (34)     | Rudy Gay (11)          | DeMar DeRozan (9)   | AT&T Center                | 4 - 2 |
| 7     | 31 octobre | @ Phoenix     | V 120-90       | DeMar DeRozan (25)     | Pau Gasol (9)          | Bryn Forbes (7)     | Talking Stick Resort Arena | 5 - 2 |

| Match | Date match  | Équipe                | Score     | Meilleur marqueur      | Meilleur rebondeur     | Meilleur passeur   | Lieux                      | Série   |
| ----- | ----------- | --------------------- | --------- | ---------------------- | ---------------------- | ------------------ | -------------------------- | ------- |
| 8     | 3 novembre  | La Nouvelle-Orléans   | V 109-95  | DeMar DeRozan (26)     | LaMarcus Aldridge (12) | Patrick Mills (7)  | AT&T Center                | 6 - 2   |
| 9     | 4 novembre  | Orlando               | D 110-117 | DeMar DeRozan (25)     | Pau Gasol (8)          | DeRozan, Gasol (5) | AT&T Center                | 6 - 3   |
| 10    | 7 novembre  | @ Miami               | D 88-95   | Patrick Mills (20)     | LaMarcus Aldridge (16) | DeMar DeRozan (8)  | American Airlines Arena    | 6 - 4   |
| 11    | 10 novembre | Houston               | V 96-89   | LaMarcus Aldridge (27) | DeMar DeRozan (11)     | Derrick White (8)  | AT&T Center                | 7 - 4   |
| 12    | 12 novembre | @ Sacramento          | D 99-104  | DeMar DeRozan (23)     | LaMarcus Aldridge (18) | DeMar DeRozan (8)  | Golden 1 Center            | 7 - 5   |
| 13    | 14 novembre | @ Phoenix             | D 96-116  | DeMar DeRozan (24)     | LaMarcus Aldridge (12) | DeMar DeRozan (4)  | Talking Stick Resort Arena | 7 - 6   |
| 14    | 15 novembre | @ L.A. Clippers       | D 111-116 | DeMar DeRozan (34)     | LaMarcus Aldridge (16) | DeRozan, Mills (5) | Staples Center             | 7 - 7   |
| 15    | 18 novembre | Golden State          | V 104-92  | LaMarcus Aldridge (24) | LaMarcus Aldridge (18) | DeMar DeRozan (9)  | AT&T Center                | 8 - 7   |
| 16    | 19 novembre | @ La Nouvelle-Orléans | D 126-140 | DeMar DeRozan (21)     | LaMarcus Aldridge (10) | DeMar DeRozan (5)  | Smoothie King Center       | 8 - 8   |
| 17    | 21 novembre | Memphis               | D 103-104 | DeMar DeRozan (24)     | LaMarcus Aldridge (11) | DeMar DeRozan (5)  | AT&T Center                | 8 - 9   |
| 18    | 23 novembre | @ Indiana             | V 111-100 | LaMarcus Aldridge (33) | LaMarcus Aldridge (14) | Rudy Gay (7)       | Bankers Life Fieldhouse    | 9 - 9   |
| 19    | 24 novembre | @ Milwaukee           | D 129-135 | DeMar DeRozan (34)     | Dante Cunningham (10)  | DeMar DeRozan (7)  | Fiserv Forum               | 9 - 10  |
| 20    | 26 novembre | @ Chicago             | V 108-107 | DeMar DeRozan (21)     | DeMar DeRozan (8)      | Bryn Forbes (6)    | United Center              | 10 - 10 |
| 21    | 28 novembre | @ Minnesota           | D 89-128  | Jakob Pöltl (14)       | LaMarcus Aldridge (9)  | Gay, White (4)     | Target Center              | 10 - 11 |
| 22    | 30 novembre | Houston               | D 105-136 | LaMarcus Aldridge (20) | Rudy Gay (8)           | Derrick White (9)  | AT&T Center                | 10 - 12 |

| Match | Date match  | Équipe          | Score     | Meilleur marqueur      | Meilleur rebondeur      | Meilleur passeur       | Lieux                   | Série   |
| ----- | ----------- | --------------- | --------- | ---------------------- | ----------------------- | ---------------------- | ----------------------- | ------- |
| 23    | 2 décembre  | Portland        | V 131-118 | DeMar DeRozan (36)     | Aldridge, DeRozan (8)   | Trois joueurs (9)      | AT&T Center             | 11 - 12 |
| 24    | 4 décembre  | @ Utah          | D 105-139 | Jakob Pöltl (20)       | Jakob Pöltl (7)         | DeMar DeRozan (7)      | Vivint Smart Home Arena | 11 - 13 |
| 25    | 5 décembre  | @ L.A. Lakers   | D 113-121 | DeMar DeRozan (32)     | LaMarcus Aldridge (9)   | Derrick White (5)      | Staples Center          | 11 - 14 |
| 26    | 7 décembre  | L.A. Lakers     | V 133-120 | DeMar DeRozan (36)     | Trois joueurs (8)       | DeMar DeRozan (9)      | AT&T Center             | 12 - 14 |
| 27    | 9 décembre  | Utah            | D 110-97  | DeMar DeRozan (26)     | Rudy Gay (15)           | DeMar DeRozan (8)      | AT&T Center             | 13 - 14 |
| 28    | 11 décembre | Phoenix         | V 111-86  | Bryn Forbes (24)       | Forbes, Pöltl (11)      | DeMar DeRozan (9)      | AT&T Center             | 14 - 14 |
| 29    | 13 décembre | L.A. Clippers   | V 125-87  | LaMarcus Aldridge (27) | Trois joueurs (6)       | DeMar DeRozan (7)      | AT&T Center             | 15 - 14 |
| 30    | 15 décembre | Chicago         | D 93-98   | LaMarcus Aldridge (29) | LaMarcus Aldridge (12)  | Gay, Mills (4)         | AT&T Center             | 15 - 15 |
| 31    | 17 décembre | Philadelphie    | V 123-96  | Rudy Gay (21)          | LaMarcus Aldridge (10)  | DeMar DeRozan (7)      | AT&T Center             | 16 - 15 |
| 32    | 19 décembre | @ Orlando       | V 129-90  | LaMarcus Aldridge (20) | Cunningham, DeRozan (7) | DeRozan, White (6)     | Amway Center            | 17 - 15 |
| 33    | 21 décembre | Minnesota       | V 124-98  | Bryn Forbes (22)       | LaMarcus Aldridge (9)   | DeMar DeRozan (8)      | AT&T Center             | 18 - 15 |
| 34    | 22 décembre | @ Houston       | D 101-108 | DeMar DeRozan (28)     | Rudy Gay (8)            | DeMar DeRozan (8)      | Toyota Center           | 18 - 16 |
| 35    | 26 décembre | Denver          | V 111-103 | DeMar DeRozan (30)     | Jakob Pöltl (11)        | Belinelli, DeRozan (5) | AT&T Center             | 19 - 16 |
| 36    | 28 décembre | @ Denver        | D 99-102  | LaMarcus Aldridge (24) | LaMarcus Aldridge (7)   | DeMar DeRozan (5)      | Pepsi Center            | 19 - 17 |
| 37    | 29 décembre | @ L.A. Clippers | V 122-111 | LaMarcus Aldridge (38) | DeMar DeRozan (13)      | Bryn Forbes (7)        | Staples Center          | 20 - 17 |
| 38    | 31 décembre | Boston          | V 120-111 | LaMarcus Aldridge (32) | LaMarcus Aldridge (9)   | DeMar DeRozan (10)     | AT&T Center             | 21 - 17 |

| Match | Date match | Équipe                | Score           | Meilleur marqueur      | Meilleur rebondeur     | Meilleur passeur      | Lieux                    | Série   |
| ----- | ---------- | --------------------- | --------------- | ---------------------- | ---------------------- | --------------------- | ------------------------ | ------- |
| 39    | 3 janvier  | Toronto               | V 125-107       | LaMarcus Aldridge (23) | DeMar DeRozan (14)     | DeMar DeRozan (11)    | AT&T Center              | 22 - 17 |
| 40    | 5 janvier  | Memphis               | V 108-88        | Derrick White (19)     | DeMar DeRozan (9)      | LaMarcus Aldridge (7) | AT&T Center              | 23 - 17 |
| 41    | 7 janvier  | @ Détroit             | V 119-107       | DeMar DeRozan (26)     | DeMar DeRozan (7)      | DeMar DeRozan (9)     | Little Caesars Arena     | 24 - 17 |
| 42    | 9 janvier  | @ Memphis             | D 86-96         | Marco Belinelli (14)   | Pau Gasol (12)         | DeMar DeRozan (4)     | FedExForum               | 24 - 18 |
| 43    | 10 janvier | Oklahoma City         | V 154-147 (2OT) | LaMarcus Aldridge (56) | LaMarcus Aldridge (9)  | DeMar DeRozan (11)    | AT&T Center              | 25 - 18 |
| 44    | 12 janvier | @ Oklahoma City       | D 112-122       | Marco Belinelli (24)   | Jakob Pöltl (10)       | Trois joueurs (4)     | Chesapeake Energy Arena  | 25 - 19 |
| 45    | 14 janvier | Charlotte             | D 93-108        | LaMarcus Aldridge (28) | LaMarcus Aldridge (10) | Derrick White (7)     | AT&T Center              | 25 - 20 |
| 46    | 16 janvier | @ Dallas              | V 105-101       | Marco Belinelli (17)   | Jakob Pöltl (7)        | DeMar DeRozan (9)     | American Airlines Center | 26 - 20 |
| 47    | 18 janvier | @ Minnesota           | V 116-113       | LaMarcus Aldridge (25) | LaMarcus Aldridge (9)  | Patrick Mills (8)     | Target Center            | 27 - 20 |
| 48    | 20 janvier | L.A. Clippers         | D 95-103        | LaMarcus Aldridge (30) | LaMarcus Aldridge (14) | Derrick White (4)     | AT&T Center              | 27 - 21 |
| 49    | 23 janvier | @ Philadelphie        | D 120-122       | LaMarcus Aldridge (26) | LaMarcus Aldridge (9)  | LaMarcus Aldridge (6) | Wells Fargo Center       | 27 - 22 |
| 50    | 26 janvier | @ La Nouvelle-Orléans | V 126-114       | LaMarcus Aldridge (28) | LaMarcus Aldridge (12) | Patrick Mills (5)     | Smoothie King Center     | 28 - 22 |
| 51    | 27 janvier | Washington            | V 132-119       | LaMarcus Aldridge (30) | LaMarcus Aldridge (9)  | Patrick Mills (7)     | AT&T Center              | 29 - 22 |
| 52    | 29 janvier | Phoenix               | V 126-124       | LaMarcus Aldridge (29) | LaMarcus Aldridge (14) | Quatre joueurs (5)    | AT&T Center              | 30 - 22 |
| 53    | 31 janvier | Brooklyn              | V 117-114       | Derrick White (26)     | LaMarcus Aldridge (13) | Derrick White (6)     | AT&T Center              | 31 - 22 |

| Match                  | Date match | Équipe              | Score     | Meilleur marqueur      | Meilleur rebondeur     | Meilleur passeur       | Lieux                   | Série   |
| ---------------------- | ---------- | ------------------- | --------- | ---------------------- | ---------------------- | ---------------------- | ----------------------- | ------- |
| 54                     | 2 février  | La Nouvelle-Orléans | V 113-108 | LaMarcus Aldridge (25) | LaMarcus Aldridge (14) | DeMar DeRozan (5)      | AT&T Center             | 32 - 22 |
| 55                     | 4 février  | @ Sacramento        | D 112-127 | DeMar DeRozan (24)     | LaMarcus Aldridge (9)  | Belinelli, DeRozan (4) | Golden 1 Center         | 32 - 23 |
| 56                     | 6 février  | @ Golden State      | D 102-141 | Patrick Mills (16)     | Cunningham, Metu (5)   | Jakob Pöltl (6)        | Oracle Arena            | 32 - 24 |
| 57                     | 7 février  | @ Portland          | D 118-127 | DeMar DeRozan (35)     | LaMarcus Aldridge (10) | Patrick Mills (8)      | Moda Center             | 32 - 25 |
| 58                     | 9 février  | @ Utah              | D 105-125 | DeMar DeRozan (23)     | LaMarcus Aldridge (10) | DeRozan, Mills (5)     | Vivint Smart Home Arena | 32 - 26 |
| 59                     | 12 février | @ Memphis           | V 108-107 | Aldridge, Mills (22)   | Rudy Gay (12)          | Rudy Gay (8)           | FedExForum              | 33 - 26 |
| NBA All-Star Game 2019 |            |                     |           |                        |                        |                        |                         |         |
| 60                     | 22 février | @ Toronto           | D 117-120 | DeMar DeRozan (23)     | Rudy Gay (10)          | DeMar DeRozan (8)      | Scotiabank Arena        | 33 - 27 |
| 61                     | 24 février | @ New York          | D 118-130 | DeMar DeRozan (32)     | DeRozan, Pöltl (9)     | DeRozan, Mills (4)     | Madison Square Garden   | 33 - 28 |
| 62                     | 25 février | @ Brooklyn          | D 85-101  | LaMarcus Aldridge (26) | LaMarcus Aldridge (10) | Derrick White (4)      | Barclays Center         | 33 - 29 |
| 63                     | 27 février | Détroit             | V 105-93  | LaMarcus Aldridge (24) | Jakob Pöltl (14)       | DeMar DeRozan (8)      | AT&T Center             | 34 - 29 |

| Match | Date match | Équipe        | Score     | Meilleur marqueur      | Meilleur rebondeur     | Meilleur passeur   | Lieux                    | Série   |
| ----- | ---------- | ------------- | --------- | ---------------------- | ---------------------- | ------------------ | ------------------------ | ------- |
| 64    | 2 mars     | Oklahoma City | V 116-102 | LaMarcus Aldridge (27) | LaMarcus Aldridge (10) | DeMar DeRozan (7)  | AT&T Center              | 35 - 29 |
| 65    | 4 mars     | Denver        | V 104-103 | DeMar DeRozan (24)     | Aldridge, Gay (9)      | Derrick White (9)  | AT&T Center              | 36 - 29 |
| 66    | 6 mars     | @ Atlanta     | V 111-104 | LaMarcus Aldridge (32) | Rudy Gay (11)          | Derrick White (9)  | State Farm Arena         | 37 - 29 |
| 67    | 10 mars    | Milwaukee     | V 121-114 | LaMarcus Aldridge (29) | LaMarcus Aldridge (15) | DeMar DeRozan (6)  | AT&T Center              | 38 - 29 |
| 68    | 12 mars    | @ Dallas      | V 112-105 | DeMar DeRozan (33)     | Aldridge, Pöltl (7)    | Derrick White (7)  | American Airlines Center | 39 - 29 |
| 69    | 15 mars    | New York      | V 109-83  | LaMarcus Aldridge (18) | LaMarcus Aldridge (11) | DeRozan, White (7) | AT&T Center              | 40 - 29 |
| 70    | 16 mars    | Portland      | V 108-103 | DeMar DeRozan (21)     | DeRozan, Aldridge (8)  | Patrick Mills (4)  | AT&T Center              | 41 - 29 |
| 71    | 18 mars    | Golden State  | V 111-105 | DeMar DeRozan (26)     | LaMarcus Aldridge (13) | DeMar DeRozan (8)  | AT&T Center              | 42 - 29 |
| 72    | 20 mars    | Miami         | D 105-110 | Trois joueurs (17)     | DeMar DeRozan (15)     | Rudy Gay (7)       | AT&T Center              | 42 - 30 |
| 73    | 22 mars    | @ Houston     | D 105-111 | Bryn Forbes (20)       | Rudy Gay (9)           | DeMar DeRozan (8)  | Toyota Center            | 42 - 31 |
| 74    | 24 mars    | @ Boston      | V 115-96  | LaMarcus Aldridge (48) | LaMarcus Aldridge (13) | DeMar DeRozan (11) | TD Garden                | 43 - 31 |
| 75    | 26 mars    | @ Charlotte   | D 116-125 | DeMar DeRozan (30)     | LaMarcus Aldridge (15) | Derrick White (7)  | Spectrum Center          | 43 - 32 |
| 76    | 28 mars    | Cleveland     | V 116-110 | DeMar DeRozan (25)     | Rudy Gay (8)           | DeMar DeRozan (8)  | AT&T Center              | 44 - 32 |
| 77    | 31 mars    | Sacramento    | D 106-113 | LaMarcus Aldridge (27) | LaMarcus Aldridge (18) | DeMar DeRozan (7)  | AT&T Center              | 44 - 33 |

| Match | Date match | Équipe       | Score     | Meilleur marqueur      | Meilleur rebondeur     | Meilleur passeur    | Lieux               | Série   |
| ----- | ---------- | ------------ | --------- | ---------------------- | ---------------------- | ------------------- | ------------------- | ------- |
| 78    | 2 avril    | Atlanta      | V 117-111 | DeMar DeRozan (29)     | Aldridge, Gay (11)     | DeMar DeRozan (7)   | AT&T Center         | 45 - 33 |
| 79    | 3 avril    | @ Denver     | D 85-113  | Aldridge, Walker (16)  | Rudy Gay (8)           | DeRozan, Forbes (3) | Pepsi Center        | 45 - 34 |
| 80    | 5 avril    | @ Washington | V 129-112 | LaMarcus Aldridge (24) | Aldridge, Pöltl (7)    | Derrick White (8)   | Capital One Arena   | 46 - 34 |
| 81    | 7 avril    | @ Cleveland  | V 112-90  | LaMarcus Aldridge (18) | LaMarcus Aldridge (13) | DeMar DeRozan (9)   | Quicken Loans Arena | 47 - 34 |
| 82    | 10 avril   | Dallas       | V 105-94  | LaMarcus Aldridge (34) | LaMarcus Aldridge (16) | Patrick Mills (5)   | AT&T Center         | 48 - 34 |

### Playoffs
| Saison régulière Total: 3-4 (Domicile : 2-1 ; Extérieur : 1-3) |

| Match | Date match | Équipe         | Score     | Meilleur marqueur      | Meilleur rebondeur     | Meilleur passeur  | Lieux Spectateurs | Série |
| ----- | ---------- | -------------- | --------- | ---------------------- | ---------------------- | ----------------- | ----------------- | ----- |
| 1     | 13 avril   | @ Denver       | V 101-96  | DeMar DeRozan (18)     | DeMar DeRozan (12)     | DeMar DeRozan (6) | Pepsi Center      | 1 - 0 |
| 2     | 16 avril   | @ Denver       | D 105-114 | DeMar DeRozan (31)     | Rudy Gay (9)           | Patrick Mills (5) | Pepsi Center      | 1 - 1 |
| 3     | 18 avril   | Denver         | V 118-108 | Derrick White (36)     | LaMarcus Aldridge (11) | Derrick White (5) | AT&T Center       | 2 - 1 |
| 4     | 20 avril   | Denver         | D 103-117 | LaMarcus Aldridge (24) | LaMarcus Aldridge (9)  | DeMar DeRozan (5) | AT&T Center       | 2 - 2 |
| 5     | 23 avril   | @ Denver       | D 90-108  | LaMarcus Aldridge (17) | LaMarcus Aldridge (10) | Jakob Pöltl (4)   | Pepsi Center      | 2 - 3 |
| 6     | 25 avril   | Denver         | V 120-103 | LaMarcus Aldridge (26) | LaMarcus Aldridge (10) | DeMar DeRozan (7) | AT&T Center       | 3 - 3 |
| 7     | 27 avril   | @ San Antonios | D 86-90   | Rudy Gay (21)          | LaMarcus Aldridge (11) | DeMar DeRozan (6) | Pepsi Center      | 3 - 4 |

### Confrontations en saison régulière
| Conférence Est      | Conférence Est                              | Conférence Est                              | Conférence Ouest                            | Conférence Ouest                            | Conférence Ouest                            | Conférence Ouest                            | Conférence Ouest                            |
| Division Atlantique | Division Atlantique                         | Division Atlantique                         | Division Nord-Ouest                         | Division Nord-Ouest                         | Division Nord-Ouest                         | Division Nord-Ouest                         | Division Nord-Ouest                         |
| Équipe              | Domicile                                    | Extérieur                                   | Équipe                                      | Domicile                                    | Domicile                                    | Extérieur                                   | Extérieur                                   |
| ------------------- | ------------------------------------------- | ------------------------------------------- | ------------------------------------------- | ------------------------------------------- | ------------------------------------------- | ------------------------------------------- | ------------------------------------------- |
| Boston              | 120-111                                     | 115-96                                      | Denver                                      | 111-103                                     | 104-103                                     | 99-102                                      | 85-113                                      |
| Brooklyn            | 117-114                                     | 85-101                                      | Minnesota                                   | 112-108                                     | 124-98                                      | 89-128                                      | 116-113                                     |
| New York            | 109-83                                      | 118-130                                     | Oklahoma City                               | 154-147 (2OT)                               | 116-102                                     | 112-122                                     |                                             |
| Philadelphie        | 123-96                                      | 120-122                                     | Portland                                    | 131-118                                     | 108-103                                     | 108-121                                     | 118-127                                     |
| Toronto             | 125-107                                     | 117-120                                     | Utah                                        | 110-97                                      |                                             | 105-139                                     | 105-125                                     |
|                     | 5–0                                         | 1–4                                         |                                             | 9–0                                         | 9–0                                         | 1–8                                         | 1–8                                         |
| Division            | 6–4                                         | 6–4                                         | Division                                    | 10–8                                        | 10–8                                        | 10–8                                        | 10–8                                        |
| Division Atlantique | Division Atlantique                         | Division Atlantique                         | Division Nord-Ouest                         | Division Nord-Ouest                         | Division Nord-Ouest                         | Division Nord-Ouest                         | Division Nord-Ouest                         |
| Équipe              | Domicile                                    | Extérieur                                   | Équipe                                      | Domicile                                    | Domicile                                    | Extérieur                                   | Extérieur                                   |
| Chicago             | 93-98                                       | 108-107                                     | Golden State                                | 104-92                                      | 111-105                                     | 102-141                                     |                                             |
| Cleveland           | 116-110                                     | 112-90                                      | L.A. Clippers                               | 125-87                                      | 95-103                                      | 111-116                                     | 122-111                                     |
| Detroit             | 105-93                                      | 119-107                                     | L.A. Lakers                                 | 110-106                                     | 133-120                                     | 143-142 (OT)                                | 113-121                                     |
| Indiana             | 96-116                                      | 111-100                                     | Phoenix                                     | 111-86                                      | 126-124                                     | 120-90                                      | 96-116                                      |
| Milwaukee           | 121-114                                     | 129-135                                     | Sacramento                                  | 106-113                                     |                                             | 99-104                                      | 112-127                                     |
|                     | 3–2                                         | 4–1                                         |                                             | 7–2                                         | 7–2                                         | 3–6                                         | 3–6                                         |
| Division            | 7–3                                         | 7–3                                         | Division                                    | 10–8                                        | 10–8                                        | 10–8                                        | 10–8                                        |
| Division Atlantique | Division Atlantique                         | Division Atlantique                         | Division Nord-Ouest                         | Division Nord-Ouest                         | Division Nord-Ouest                         | Division Nord-Ouest                         | Division Nord-Ouest                         |
| Équipe              | Domicile                                    | Extérieur                                   | Équipe                                      | Domicile                                    | Domicile                                    | Extérieur                                   | Extérieur                                   |
| Atlanta             | 117-111                                     | 111-104                                     | Dallas                                      | 113-108                                     | 105-94                                      | 105-101                                     | 112-105                                     |
| Charlotte           | 93-108                                      | 116-125                                     | Houston                                     | 96-89                                       | 105-136                                     | 101-108                                     | 105-111                                     |
| Miami               | 105-110                                     | 88-95                                       | Memphis                                     | 103-104                                     | 108-88                                      | 86-96                                       | 108-107                                     |
| Orlando             | 110-117                                     | 129-90                                      | La Nouvelle-Orléans                         | 109-95                                      | 113-108                                     | 126-140                                     | 126-114                                     |
| Washington          | 132-119                                     | 129-112                                     |                                             |                                             |                                             |                                             |                                             |
|                     | 2–3                                         | 3–2                                         |                                             | 6–2                                         | 6–2                                         | 4–4                                         | 4–4                                         |
| Division            | 5–5                                         | 5–5                                         | Division                                    | 10–6                                        | 10–6                                        | 10–6                                        | 10–6                                        |
| Conférence          | 18–12 (Domicile : 10–5 ; Extérieur : 8–7)   | 18–12 (Domicile : 10–5 ; Extérieur : 8–7)   | Conférence                                  | 30–22 (Domicile : 22–4 ; Extérieur : 8–18)  | 30–22 (Domicile : 22–4 ; Extérieur : 8–18)  | 30–22 (Domicile : 22–4 ; Extérieur : 8–18)  | 30–22 (Domicile : 22–4 ; Extérieur : 8–18)  |
| Total               | 48–34 (Domicile : 32–9 ; Extérieur : 16–25) | 48–34 (Domicile : 32–9 ; Extérieur : 16–25) | 48–34 (Domicile : 32–9 ; Extérieur : 16–25) | 48–34 (Domicile : 32–9 ; Extérieur : 16–25) | 48–34 (Domicile : 32–9 ; Extérieur : 16–25) | 48–34 (Domicile : 32–9 ; Extérieur : 16–25) | 48–34 (Domicile : 32–9 ; Extérieur : 16–25) |

## Classements de la saison régulière
| Conférence Ouest | Conférence Ouest                | Conférence Ouest | Conférence Ouest | Conférence Ouest | Conférence Ouest | Conférence Ouest | Conférence Ouest |
| No               | Franchise                       | Vic.             | Def.             | MJ               | V/D              | GB               |                  |
| ---------------- | ------------------------------- | ---------------- | ---------------- | ---------------- | ---------------- | ---------------- | ---------------- |
| 1                | Warriors de Golden State T      | 57               | 25               | 82               | .695             | –                |                  |
| 2                | Nuggets de Denver               | 54               | 28               | 82               | .659             | 3                |                  |
| 3                | Trail Blazers de Portland       | 53               | 29               | 82               | .646             | 4                |                  |
| 4                | Rockets de Houston              | 53               | 29               | 82               | .646             | 4                |                  |
| 5                | Jazz de l'Utah                  | 50               | 32               | 82               | .610             | 7                |                  |
| 6                | Thunder d'Oklahoma City         | 49               | 33               | 82               | .598             | 8                |                  |
| 7                | Spurs de San Antonio            | 48               | 34               | 82               | .585             | 9                |                  |
| 8                | Clippers de Los Angeles         | 48               | 34               | 82               | .585             | 9                |                  |
|                  |                                 |                  |                  |                  |                  |                  |                  |
| 9                | Kings de Sacramento             | 39               | 43               | 82               | .476             | 18               |                  |
| 10               | Lakers de Los Angeles           | 37               | 45               | 82               | .451             | 20               |                  |
| 11               | Timberwolves du Minnesota       | 36               | 46               | 82               | .439             | 21               |                  |
| 12               | Grizzlies de Memphis            | 33               | 49               | 82               | .402             | 24               |                  |
| 13               | Pelicans de La Nouvelle-Orléans | 33               | 49               | 82               | .402             | 24               |                  |
| 14               | Mavericks de Dallas             | 33               | 49               | 82               | .402             | 24               |                  |
| 15               | Suns de Phoenix                 | 19               | 63               | 82               | .232             | 38               |                  |

| Division Sud-Ouest            | V  | D  | MJ | V/D  | GB | Dom   | Ext   | Div  |
| ----------------------------- | -- | -- | -- | ---- | -- | ----- | ----- | ---- |
| Rockets de Houston (4)        | 53 | 29 | 82 | .646 | –  | 31–10 | 22–19 | 10–6 |
| Spurs de San Antonio (7)      | 48 | 34 | 82 | .585 | 5  | 32–9  | 16–25 | 10–6 |
| Grizzlies de Memphis (12)     | 33 | 49 | 82 | .402 | 20 | 21–20 | 12–29 | 8–8  |
| Pelicans de Nlle-Orléans (13) | 33 | 49 | 82 | .402 | 20 | 19–22 | 14–27 | 8–8  |
| Mavericks de Dallas (14)      | 33 | 49 | 82 | .402 | 20 | 24–17 | 9–32  | 4–12 |

## Effectif

### Effectif actuel
| Spurs de San Antonio Effectif actuel                           |    |  |                       |                   |
| Entraîneur : Gregg Popovich                                    |    |  |                       |                   |
| Ailier fort / Pivot                                            | 12 |  | LaMarcus Aldridge     | Texas             |
| Arrière / Ailier                                               | 18 |  | Marco Belinelli       | Fortitudo Bologne |
| Ailier fort / Pivot                                            | 42 |  | Dāvis Bertāns         | Saski Baskonia    |
| Ailier / Ailier fort                                           | 33 |  | Dante Cunningham      | Villanova         |
| Arrière / Ailier                                               | 10 |  | DeMar DeRozan         | USC               |
| Ailier fort / Pivot                                            | 14 |  | Drew Eubanks (R) (TW) | Oregon State      |
| Meneur / Arrière                                               | 11 |  | Bryn Forbes           | Michigan State    |
| Ailier                                                         | 22 |  | Rudy Gay              | Connecticut       |
| Ailier fort                                                    | 7  |  | Chimezie Metu (R)     | USC               |
| Meneur                                                         | 8  |  | Patty Mills           | Saint Mary's      |
| Ailier                                                         | 26 |  | Ben Moore (TW)        | SMU               |
| Ailier fort / Pivot                                            | 28 |  | Donatas Motiejūnas    | Žalgiris Kaunas   |
| Meneur                                                         | 5  |  | Dejounte Murray       | Washington        |
| Pivot                                                          | 25 |  | Jakob Pöltl           | Utah              |
| Arrière / Ailier                                               | 3  |  | Quincy Pondexter      | Washington        |
| Arrière                                                        | 1  |  | Lonnie Walker IV (R)  | Miami             |
| Meneur / Arrière                                               | 4  |  | Derrick White         | Colorado          |
| (C) - Capitaine, (R) - Rookie, (TW) - Two-way contract, Blessé |    |  |                       |                   |

## Transactions

### Échanges
| 18 juillet 2018 | A Spurs de San AntonioDeMar DeRozan Jakob Pöltl Premier tour de draft 2019 (protégé) | A Raptors de TorontoDanny Green Kawhi Leonard |

### Joueurs qui re-signent
| Date       | Joueur        | Contrat                            |
| ---------- | ------------- | ---------------------------------- |
| 11/07/2018 | Dāvis Bertāns | Contrat de 14 500 000 $ sur 2 ans. |
| 11/07/2018 | Rudy Gay      | Contrat de 10 087 200 $ sur 1 an.  |
| 20/07/2018 | Bryn Forbes   | Contrat de 6 000 000 $ sur 2 ans.  |

### Options dans les contrats
| Date       | Joueur            | Option                                                                               |
| ---------- | ----------------- | ------------------------------------------------------------------------------------ |
| 18/06/2018 | Rudy Gay          | Rudy Gay décline son option joueur de 8 826 300 $ pour la saison 2018-2019.          |
| 26/06/2018 | Danny Green       | Danny Green exerce son option joueur de 10 000 000 $ pour la saison 2018-2019.       |
| 30/06/2018 | Joffrey Lauvergne | Joffrey Lauvergne décline son option joueur de 1 656 092 $ pour la saison 2018-2019. |
| 27/09/2018 | Dejounte Murray   | San Antonio active son option d'équipe de 2 321 735 $ pour la saison 2019-2020.      |
| 27/09/2018 | Jakob Pöltl       | San Antonio active son option d'équipe de 3 754 886 $ pour la saison 2019-2020.      |
| 27/09/2018 | Derrick White     | San Antonio active son option d'équipe de 1 948 080 $ pour la saison 2019-2020.      |

### Arrivés

#### Draft
| Date       | Joueur        | Contrat                                                 | Provenance                 |
| ---------- | ------------- | ------------------------------------------------------- | -------------------------- |
| 11/07/2018 | Lonnie Walker | Contrat rookie de 12 457 536 $ sur 4 ans.               | Hurricanes de Miami (NCAA) |
| 04/09/2018 | Chimezie Metu | Contrat partiellement garanti de 3 919 177 $ sur 3 ans. | Trojans d'USC (NCAA)       |

#### Agent libre
| Date       | Joueur           | Contrat                                                | Provenance            |
| ---------- | ---------------- | ------------------------------------------------------ | --------------------- |
| 20/07/2018 | Dante Cunningham | Contrat de 2 487 000 $ sur 1 an.                       | Nets de Brooklyn      |
| 20/07/2018 | Marco Belinelli  | Contrat de 12 000 000 $ sur 2 ans.                     | 76ers de Philadelphie |
| 29/08/2018 | Quincy Pondexter | Contrat partiellement garanti de 2 165 481 $ sur 1 an. | 76ers de Philadelphie |

#### Two-way contract
| Date       | Joueur       | Provenance                            |
| ---------- | ------------ | ------------------------------------- |
| 20/09/2018 | Drew Eubanks | Beavers d'Oregon State (NCAA)         |
| 20/11/2018 | Ben Moore    | Mad Ants de Fort Wayne (NBA G-League) |

#### Camps d'entraînement
| Date       | Joueur            | Contrat                            | Provenance                    |
| ---------- | ----------------- | ---------------------------------- | ----------------------------- |
| 17/09/2018 | Amida Brimah      | Contrat non garanti de 838 464 $   | Spurs d'Austin (NBA G-League) |
| 17/09/2018 | Julian Washburn   | Contrat non garanti de 838 464 $   | Canterbury Rams               |
| 20/09/2018 | Jaron Blossomgame | Contrat non garanti de 838 464 $   | Spurs d'Austin (NBA G-League) |
| 20/09/2018 | Olivier Hanlan    | Contrat non garanti de 838 464 $   | Spurs d'Austin (NBA G-League) |
| 20/09/2018 | Okaro White       | Contrat non garanti de 1 512 601 $ | Cavaliers de Cleveland        |
| 24/09/2018 | Nick Johnson      | Contrat non garanti de 1 349 383 $ | Spurs d'Austin (NBA G-League) |
| 09/10/2018 | Josh Huestis      | Contrat non garanti de 1 349 383 $ | Thunder d'Oklahoma City       |

### Départs

#### Agents libres
| Date       | Joueur            | Nouvelle équipe ¹    |
| ---------- | ----------------- | -------------------- |
| 04/07/2018 | Joffrey Lauvergne | Fenerbahçe           |
| 09/07/2018 | Kyle Anderson     | Grizzlies de Memphis |
| 23/07/2018 | Tony Parker       | Hornets de Charlotte |
| 04/08/2018 | Matt Costello     | SS Felice Scandone   |
| 13/08/2018 | Darrun Hilliard   | Saski Baskonia       |

¹ Il s'agit de l’équipe pour laquelle le joueur a signé après son départ, il a pu entre-temps changer d'équipe ou encore de pays.

#### Retraite
| Date       | Joueur        |
| ---------- | ------------- |
| 27/08/2018 | Manu Ginóbili |

#### Joueurs coupés
| Date       | Joueur          | Nouvelle équipe ¹             |
| ---------- | --------------- | ----------------------------- |
| 31/07/2018 | Brandon Paul    |                               |
| 20/09/2018 | Amida Brimah    | Spurs d'Austin (NBA G-League) |
| 20/09/2018 | Julian Washburn |                               |
| 23/09/2018 | Olivier Hanlan  |                               |

¹ Il s'agit de l’équipe pour laquelle le joueur a signé après son départ, il a pu entre-temps changer d'équipe ou encore de pays.

#### Non retenu après les camps d’entraînements
| Date       | Joueur            |
| ---------- | ----------------- |
| 08/10/2018 | Jaron Blossomgame |
| 11/10/2018 | Josh Huestis      |
| 13/10/2018 | Okaro White       |
| 13/10/2018 | Nick Johnson      |

### Joueurs "agents libres" à la fin de la saison
| Joueur           | Fin de saison |
| ---------------- | ------------- |
| Dante Cunningham | Agent libre   |
| Rudy Gay         | Agent libre   |
| Quincy Pondexter | Agent libre   |